# جولیان هدوورث جورج بینگ
جولیان هدوورث جورج بینگ (انگلیسی: Julian Byng, 1st Viscount Byng of Vimy; ۱۱ سپتامبر ۱۸۶۲ – ۶ ژوئن ۱۹۳۵) سیاست‌مدار اهل بریتانیا بود. وی همچنین برندهٔ جوایزی همچون نشان سلطنتی ویکتوریایی، نشان خدمات برجسته (ارتش آمریکا)، نشان حمام، و لژیون دونور (صلیب بزرگ) شده‌است.